# Leonel Álvarez
Leonel de Jesús Álvarez Zuleta (Remedios, Antioquia, 29 de julio de 1965) es un exfutbolista colombiano y entrenador de fútbol. Desde el 22 de marzo de 2025 es el entrenador de Atlético Bucaramanga de la Categoría Primera A de Colombia.
Integró la gran generación de futbolistas colombianos de final de los ochenta y comienzos de los noventa, en los que jugó junto con Adolfo «el Tren» Valencia, Arnoldo Iguarán, Carlos Valderrama, Faustino Asprilla, Freddy Rincón, Iván René Valenciano y René Higuita. 
Fue campeón de Copa Libertadores de América con Atlético Nacional en 1989.
Como técnico dirigió en dos oportunidades al Independiente Medellín, donde obtuvo los torneos Finalización 2009 y Apertura 2016. Entre septiembre y diciembre de 2011, se desempeñó como director técnico de la selección colombiana. Entre julio y diciembre de 2012, dirigió al club Itagüi (actualmente Águilas Doradas Rionegro) y, entre 2013 y 2014, se desempeñó como director técnico del Deportivo Cali, equipo con el que consiguió el campeonato de la Superliga 2014.
El 27 de junio de 2017, es nombrado nuevo DT de Cerro Porteño de Paraguay, equipo con el que obtuvo el Torneo Clausura. También fue director técnico del Libertad en ese mismo país. En 2023, dirigió al Cienciano de Perú. Luego fue encargado con la dirección de la selección hondureña de fútbol.

## Futbolista
Leonel Álvarez comenzó su carrera en el Deportivo Independiente Medellín en 1983. También jugó en el New England Revolution de la MLS estadounidense, Tiburones Rojos de Veracruz de México, en el América de Cali, Atlético Nacional, Real Valladolid de España, Deportivo Pereira y Deportes Quindío. Obtuvo un campeonato colombiano (1992) con el América de Cali y fue campeón de la Copa Libertadores con el Atlético Nacional en 1989 frente al Olimpia de Paraguay, partido celebrado en el estadio El Campin de Bogotá en una final por penaltis en la que Leonel, sin ser cobrador habitual, anotó el penal decisivo que le valió el título al equipo colombiano.
Álvarez firmó con la Major League Soccer antes de la temporada inicial de 1996, siendo asignado al equipo Dallas Burn. En su primer año con el equipo, Álvarez demostró claramente sus cualidades, con tres goles marcados y cinco pases que terminaron en anotación para el equipo desde su posición de centrocampista defensivo, lo que le valió ser nominado uno de los mejores mediocampistas de la liga.
Posteriormente Álvarez fue trasladado a México en 1997, donde jugó para el Veracruz. Regresó a la liga estadounidense en 1998, cuando rápidamente recuperó su posición inicial. Leonel se convertiría en un jugador sumamente importante para el medio campo del Burn por los siguientes dos años, sin embargo, finalizando en 1999 en que fue vendido al New England Revolution por Ariel Graziani. Jugaría para el Revolution durante todo el 2001, siempre como titular, antes de que el equipo decidiera no renovar su contrato para la temporada 2002.
Regresó a su país en donde jugó primero en Deportivo Pereira y luego en el Deportes Quindío, equipo en el cual finalizó su carrera como futbolista en 2004.

#### Goles anotados
| #                                     | Fecha | Lugar   | Equipo rival | Gol | Resultado | Competición                |
| ------------------------------------- | ----- | ------- | ------------ | --- | --------- | -------------------------- |
| Goles con Independiente Medellín      |       |         |              |     |           |                            |
| 1.                                    | d/m/a | Estadio | Por definir  | :   | :         | Campeonato Colombiano 1983 |
| Goles con América de Cali             |       |         |              |     |           |                            |
| 2.                                    | d/m/a | Estadio | Por definir  | :   | :         | Campeonato Colombiano 1992 |
| Goles con Dallas Burn                 |       |         |              |     |           |                            |
| 3.                                    | d/m/a | Estadio | Por definir  | :   | :         |                            |
| Goles con Tiburones Rojos de Veracruz |       |         |              |     |           |                            |
| 4.                                    | d/m/a | Estadio | Por definir  | :   | :         |                            |
| Goles con Dallas Burn                 |       |         |              |     |           |                            |
| 5.                                    | d/m/a | Estadio | Por definir  | :   | :         |                            |
| Goles con New England Revolution      |       |         |              |     |           |                            |
| 6.                                    | d/m/a | Estadio | Por definir  | :   | :         |                            |

## Selección nacional
Leonel Álvarez jugó un total de 101 partidos con la selección Colombia. Hizo su debut el 14 de febrero de 1985 ante Polonia. Fue jugador mundialista en Italia (1990) y Estados Unidos (1994) apareciendo en un total de siete partidos. Adicionalmente, jugó la Copa América con la selección colombiana en 1987, 1989, 1991, 1993 y 1995.

#### Goles internacionales
| #  | Fecha               | Lugar                                         | Rival   | Gol | Resultado | Competición |
| -- | ------------------- | --------------------------------------------- | ------- | --- | --------- | ----------- |
| 1. | 10 de junio de 1987 | Estadio Atanasio Girardot, Medellín, Colombia | Ecuador | 1-0 | 1-0       | Amistoso    |

#### Participaciones enCopas del Mundo
| Mundial                  | Sede                     | Resultado                | PJ | GA | Asis |
| ------------------------ | ------------------------ | ------------------------ | -- | -- | ---- |
| Mundial de Italia 1990   | Italia                   | Octavos de final         | 4  | 0  | 1    |
| Mundial de USA 1994      | Estados Unidos           | Fase de grupos           | 3  | 0  | 0    |
| Total en Copas del Mundo | Total en Copas del Mundo | Total en Copas del Mundo | 7  | 0  | 1    |

#### Participaciones enEliminatorias para el Mundial
| Eliminatoria                          | Sede del Mundial       | Posición                                                | Resultado   | PJ | GA | Asis |
| ------------------------------------- | ---------------------- | ------------------------------------------------------- | ----------- | -- | -- | ---- |
| Eliminatorias Mundial de Italia 1990  | Italia                 | 1°lugar 6pts Grupo 2 (Ganador Repesca Intercontinental) | Clasificado | 5  | 0  | 0    |
| Eliminatorias Mundial de USA 1994     | Estados Unidos         | 1°lugar 10pts Grupo A                                   | Clasificado | 4  | 0  | 1    |
| Eliminatorias Mundial de Francia 1998 | Francia                | 3°lugar 28pts                                           | Clasificado | 9  | 0  | 0    |
| Total en Eliminatorias                | Total en Eliminatorias | Total en Eliminatorias                                  | 3/3         | 18 | 0  | 0    |

#### Participaciones enCopas América
| Torneo                 | Sede                   | Resultado              | PJ | GA | Asis |
| ---------------------- | ---------------------- | ---------------------- | -- | -- | ---- |
| Copa América 1987      | Argentina              | Tercer lugar           | 4  | 0  | 0    |
| Copa América 1989      | Brasil                 | Fase de grupos         | 4  | 0  | 0    |
| Copa América 1991      | Chile                  | Cuarto lugar           | 7  | 0  | 0    |
| Copa América 1993      | Ecuador                | Tercer lugar           | 6  | 0  | 1    |
| Copa América 1995      | Uruguay                | Tercer lugar           | 6  | 0  | 0    |
| Total en Copas América | Total en Copas América | Total en Copas América | 27 | 0  | 1    |

## Entrenador

### Deportivo Pereira
Empezó en el Deportivo Pereira como asistente técnico de Hugo Castaño durante una temporada (2007) entre ellos asistió los dos juegos por la promoción frente al Academia Compensar de la capital del país.

### Independiente Medellín
Desde el año 2008 fue asistente técnico del entrenador Santiago Escobar (hermano de Andrés Escobar) en el Independiente Medellín. Luego que Escobar tuviera malos resultados al mando del equipo en el Torneo Apertura, que dejaron al club 'Poderoso' en el último lugar de la tabla de posiciones, Leonel Álvarez es nombrado como entrenador oficial del DIM, en su debut como entrenador llevó al Medellín al título llevándose la quinta estrella para su equipo en el torneo finalización de la Copa Mustang 2009 en una campaña sin precedentes donde se clasificó anticipado a los cuadrangulares y ya en estos clasificó anticipado a la final del torneo donde derrotó al Huila como visitante 1-0 en la ida y empató 2-2 en la final dándole el título de campeón y posicionándose como unos de los mejores técnicos de Colombia.
Se desempeñó como asistente técnico de la selección Colombia al lado del profesor Hernán Darío Gómez, desde 2010 en partidos amistosos, así como en la Copa América 2011, hasta la renuncia del profesor Gómez en agosto de 2011.

### Selección Colombia
Fue elegido como director técnico de la selección Colombia en sustitución de Hernán Darío Gómez. Debutando el 3 de septiembre en partido amistoso frente a Honduras jugado en Estados Unidos en preparación para las eliminatorias para el Mundial de Brasil 2014. Pero los malos resultados de la selección colombiana en la eliminatoria propiciaron su destitución como seleccionador nacional el 13 de diciembre de 2011 luego de dirigir 3 encuentros oficiales por eliminatorias; uno ganado (en Bolivia 1-2) un empate (como local frente a Venezuela) y una derrota (como local frente Argentina).

### Itagüí
Desde julio de 2012, Álvarez se vinculó como director técnico del club Itagüí, donde logró una campaña sobresaliente. 

### Deportivo Cali
En diciembre de 2012, se dio a conocer su vinculación al Deportivo Cali desde 2013. Durante el segundo semestre de 2013, Leonel consiguió llevar al conjunto azucarero a una final de Liga Postobón después de muchos años, allí fue derrotado por Atlético Nacional después de haber empatado sin goles en el Estadio Pascual Guerrero y ser vencido 2-0 en el Atanasio Girardot. En enero de 2014 nuevamente se enfrentó al conjunto verdolaga en la Superliga de Colombia y logró vencer a Atlético Nacional por la vía de los penales. De esta manera, consiguió su primer título con el Deportivo Cali y su segundo título como entrenador en lo que va de su carrera. El 25 de febrero de 2014, fue despedido del Deportivo Cali, tras conseguir tan solo 1 punto de 18 posibles en el arranque de la Liga Postobón.
El 8 de mayo de 2015, en el vídeo común del actual presidente del DIM, Eduardo Silva Meluk, da a conocer que vuelve a dirigir al Deportivo Independiente Medellín, este comenzó a dirigir al Equipo del Pueblo en la fecha 20 del Torneo Apertura y en los octavos de final de la Copa Colombia; El 31 de mayo, lleva al equipo a la final del Torneo Apertura tras remontar el partido contra el Deportes Tolima en los últimos 15 minutos que finalizaría con un 3-1. Para el próximo semestre, convocó nóminas tradicionales y nuevos como el legendario Mao Molina y el máximo goleador de la Primera B, Leonardo Castro. Con estas contrataciones, logra ganar el campeonato y clasificar a la Copa Libertadores 2017 trayendo a un volante del Porto FC, Juan Fernando Quintero para disputar los próximos partidos del año que viene. No obstante, para la siguiente temporada de 2016, jugadores importantísimos del DIM llegarán a incapacitarse, tal es el caso del delantero goleador, Leonardo Castro, quien tuvo que estar ausente por una lesión, cuya recuperación tardara 6 meses máximo, deja a leonel con pocos resultados buenos. De esta manera, el dim terminó descalificado en las últimas etapas de torneos fundamentales tanto nacional como internacionales: En copa Sudamericana, pierde por primera vez contra el club paraguayo de Cerro Porteño en un global de 2-0; y en el Torneo finalización 2016 pierde los cuartos de final, en un clásico contra el rojo de la capital, Independiente Santa Fe, en un global 4-1. A causa de esto, Leonel entra en una dura discusión con los directivos del Equipo Del Pueblo S. A., exigiéndoles las razones de que porque no le habían traído los jugadores que él solicitó. En consecuencia, el máximo accionista del equipo, Raúl Giraldo, anunció mediante un comunicado web que no continuará como DT para el 2017. 
Se rumora que Leonel habría ofrecido sus servicios al campeón de la Copa Sudamericana 2016, el club brasilero Chapecoense, de forma gratuita como muestra de apoyo, a causa de la tragedia del avión que llevaba a bordo al equipo, y que generó la muerte de la mayoría de los jugadores y el cuerpo técnico. No obstante, varios medios desmintieron eso.
En 2017, Cerro Porteño lo contrata para jugar el torneo clausura y la Copa Sudamericana. En la Copa Sudamericana 2017, dirigió en 4 oportunidades enfrentado al Boston River de Uruguay al cual le ganaría con un marcador global de 6-2 y al Atlético Junior de Colombia con el que perdería la serie con un global de 3-1. Mientras que el Torneo Clausura de Paraguay lo ganaría en la última fecha tras lograr ganar con un marcador global de 3-2 contra Sol de América.
El 8 de octubre de 2018, se confirma como nuevo entrenador del equipo paraguayo Club Libertad, allí, pese a tener buenos resultados, es despedido el 6 de marzo de 2019.
El 10 de enero de 2022, es confirmado como nuevo técnico de Águilas Doradas, Esta será la segunda ocasión en la que dirigirá al conjunto antioqueño. En su primer paso por el Dorado dirigió veintiséis partidos, que le dejaron como balance: once triunfos, nueve empates y seis derrotas, para un rendimiento del 53 %.

### Emelec
El 17 de junio de 2024, fue anunciado como nuevo entrenador de Emelec de la Serie A de Ecuador, en reemplazo de su compatriota Hernán Torres.

## Clubes

### Como jugador
| Equipo                      | País           | Año       |
| --------------------------- | -------------- | --------- |
| Independiente Medellín      | Colombia       | 1983-1987 |
| Atlético Nacional           | Colombia       | 1987-1990 |
| Real Valladolid             | España         | 1990-1992 |
| América de Cali             | Colombia       | 1992-1995 |
| Independiente Medellín      | Colombia       | 1996      |
| Dallas Burn                 | Estados Unidos | 1996      |
| Tiburones Rojos de Veracruz | México         | 1997      |
| Dallas Burn                 | Estados Unidos | 1998-1999 |
| New England Revolution      | Estados Unidos | 1999-2001 |
| Deportivo Pereira           | Colombia       | 2002      |
| Deportes Quindío            | Colombia       | 2003-2004 |

### Como asistente técnico
| Club                   | País     | Año       | Asistente de       |
| ---------------------- | -------- | --------- | ------------------ |
| Deportivo Pereira      | Colombia | 2007      | Hugo Castaño       |
| Independiente Medellín | Colombia | 2008-2009 | Sachi Escobar      |
| Selección Colombia     | Colombia | 2010-2011 | Hernán Darío Gómez |

### Como entrenador
| Equipo                 | País     | Año           |
| ---------------------- | -------- | ------------- |
| Independiente Medellín | Colombia | 2009-2010     |
| Selección Colombia     | Colombia | 2011          |
| Águilas Doradas        | Colombia | 2012          |
| Deportivo Cali         | Colombia | 2013-2014     |
| Independiente Medellín | Colombia | 2015-2016     |
| Club Cerro Porteño     | Paraguay | 2017          |
| Club Libertad          | Paraguay | 2018-2019     |
| Águilas Doradas        | Colombia | 2022          |
| Club Cienciano         | Perú     | 2023          |
| Deportivo Pereira      | Colombia | 2024          |
| Emelec                 | Ecuador  | 2024-2025     |
| Atlético Bucaramanga   | Colombia | 2025-presente |

## Estadísticas como jugador

### Clubes
| Club                                  | Div.          | Temporada     | Liga        | Liga        | Copas internacionales | Copas internacionales | Total       | Total       |
| Club                                  | Div.          | Temporada     | Part.       | Goles       | Part.                 | Goles                 | Part.       | Goles       |
| ------------------------------------- | ------------- | ------------- | ----------- | ----------- | --------------------- | --------------------- | ----------- | ----------- |
| Independiente Medellín · Colombia     | 1.ª           | 1983          | 1           | 0           | ―                     | ―                     | 1           | 0           |
| Independiente Medellín · Colombia     | 1.ª           | 1984          | Desconocido | Desconocido | ―                     | ―                     | Desconocido | Desconocido |
| Independiente Medellín · Colombia     | 1.ª           | 1985          | Desconocido | Desconocido | ―                     | ―                     | Desconocido | Desconocido |
| Independiente Medellín · Colombia     | 1.ª           | 1986          | Desconocido | Desconocido | ―                     | ―                     | Desconocido | Desconocido |
| Independiente Medellín · Colombia     | 1.ª           | 1987          | Desconocido | Desconocido | ―                     | ―                     | Desconocido | Desconocido |
| Independiente Medellín · Colombia     | 1.ª           | 1996          | Desconocido | Desconocido | ―                     | ―                     | Desconocido | Desconocido |
| Independiente Medellín · Colombia     | Total club    | Total club    | 189         | 3           | 0                     | 0                     | 189         | 3           |
| Atlético Nacional · Colombia          | 1.ª           | 1987          | Desconocido | Desconocido | ―                     | ―                     | Desconocido | Desconocido |
| Atlético Nacional · Colombia          | 1.ª           | 1988          | Desconocido | Desconocido | ―                     | ―                     | Desconocido | Desconocido |
| Atlético Nacional · Colombia          | 1.ª           | 1989          | Desconocido | Desconocido | Desconocido           | Desconocido           | Desconocido | Desconocido |
| Atlético Nacional · Colombia          | 1.ª           | 1990          | Desconocido | Desconocido | Desconocido           | Desconocido           | Desconocido | Desconocido |
| Atlético Nacional · Colombia          | Total club    | Total club    |             |             | 26                    | 0                     |             |             |
| Real Valladolid · España              | 1.ª           | 1990-91       | 21          | 0           | ―                     | ―                     | 21          | 0           |
| Real Valladolid · España              | 1.ª           | 1991-92       | 14          | 0           | ―                     | ―                     | 14          | 0           |
| Real Valladolid · España              | Total club    | Total club    | 35          | 0           | 0                     | 0                     | 35          | 0           |
| América de Cali · Colombia            | 1.ª           | 1992          | Desconocido | Desconocido | ―                     | ―                     | Desconocido | Desconocido |
| América de Cali · Colombia            | 1.ª           | 1993          | 25          | 2           | 10                    | 0                     | 35          | 2           |
| América de Cali · Colombia            | 1.ª           | 1994          | 36          | 1           | ―                     | ―                     | 36          | 1           |
| América de Cali · Colombia            | 1.ª           | 1995          | 22          | 0           | ―                     | ―                     | 22          | 0           |
| América de Cali · Colombia            | Total club    | Total club    | 83          | 3           | 10                    | 0                     | 93          | 3           |
| Dallas Burn Estados Unidos            | 1.ª           | 1996          | 22          | 3           | ―                     | ―                     | 22          | 3           |
| Dallas Burn Estados Unidos            | 1.ª           | 1998          | 27          | 0           | ―                     | ―                     | 27          | 0           |
| Dallas Burn Estados Unidos            | 1.ª           | 1999          | 21          | 0           | ―                     | ―                     | 21          | 0           |
| Dallas Burn Estados Unidos            | Total club    | Total club    | 70          | 3           | 0                     | 0                     | 70          | 3           |
| Tiburones Rojos de Veracruz · México  | 1.ª           | 1997          | 20          | 2           | ―                     | ―                     | 20          | 2           |
| Tiburones Rojos de Veracruz · México  | Total club    | Total club    | 20          | 2           | 0                     | 0                     | 20          | 2           |
| New England Revolution Estados Unidos | 1.ª           | 1999          | 8           | 0           | ―                     | ―                     | 8           | 0           |
| New England Revolution Estados Unidos | 1.ª           | 2000          | 31          | 1           | ―                     | ―                     | 31          | 1           |
| New England Revolution Estados Unidos | 1.ª           | 2001          | 22          | 1           | ―                     | ―                     | 22          | 1           |
| New England Revolution Estados Unidos | Total club    | Total club    | 61          | 2           | 0                     | 0                     | 61          | 2           |
| Deportivo Pereira · Colombia          | 1.ª           | 2002          | 25          | 1           | ―                     | ―                     | 25          | 1           |
| Deportivo Pereira · Colombia          | Total club    | Total club    | 25          | 1           | 0                     | 0                     | 25          | 1           |
| Deportes Quindío · Colombia           | 1.ª           | 2003          | 0           | 0           | ―                     | ―                     | 0           | 0           |
| Deportes Quindío · Colombia           | 1.ª           | 2004          | 16          | 0           | ―                     | ―                     | 16          | 0           |
| Deportes Quindío · Colombia           | Total club    | Total club    | 16          | 0           | 0                     | 0                     | 16          | 0           |
| Total carrera                         | Total carrera | Total carrera | 499         | 14          | 36                    | 0                     | 535         | 14          |

### Selección[13]
| Absoluta · Colombia                                                                                   | 1985                       | 1  | 0 | —  | — | — | — | 1   | 0 |
| Absoluta · Colombia                                                                                   | 1986                       | 1  | 0 | —  | — | — | — | 1   | 0 |
| Absoluta · Colombia                                                                                   | 1987                       | 2  | 1 | 4  | 0 | — | — | 6   | 1 |
| Absoluta · Colombia                                                                                   | 1988                       | 6  | 0 | —  | — | — | — | 6   | 0 |
| Absoluta · Colombia                                                                                   | 1989                       | 6  | 0 | 9  | 0 | — | — | 15  | 0 |
| Absoluta · Colombia                                                                                   | 1990                       | 6  | 0 | —  | — | 4 | 0 | 10  | 0 |
| Absoluta · Colombia                                                                                   | 1991                       | —  | — | 7  | 0 | — | — | 7   | 0 |
| Absoluta · Colombia                                                                                   | 1992                       | 1  | 0 | —  | — | — | — | 1   | 0 |
| Absoluta · Colombia                                                                                   | 1993                       | 3  | 0 | 10 | 0 | — | — | 13  | 0 |
| Absoluta · Colombia                                                                                   | 1994                       | 13 | 0 | —  | — | 3 | 0 | 16  | 0 |
| Absoluta · Colombia                                                                                   | 1995                       | 5  | 0 | 6  | 0 | — | — | 11  | 0 |
| Absoluta · Colombia                                                                                   | 1996                       | 3  | 0 | 5  | 0 | — | — | 8   | 0 |
| Absoluta · Colombia                                                                                   | 1997                       | 2  | 0 | 4  | 0 | — | — | 6   | 0 |
| Absoluta · Colombia                                                                                   | Total                      | 49 | 1 | 45 | 0 | 7 | 0 | 101 | 1 |
| Total selecciones Colombia                                                                            | Total selecciones Colombia | 49 | 1 | 45 | 0 | 7 | 0 | 101 | 1 |
| (1) Incluye los partidos de: Clasificación de Conmebol para la Copa Mundial de Fútbol y Copa América. |                            |    |   |    |   |   |   |     |   |

## Estadísticas como entrenador

### Clubes
| Independiente Medellín · Colombia | 1.ª          | 2009         | 26  | 17  | 5  | 4  | 7  | 4  | 1  | 2  | -  | -  | - | -  | 33  | 21  | 6   | 6   | 69.7 %  |
| Independiente Medellín · Colombia | 1.ª          | 2010         | 20  | 10  | 6  | 4  | 7  | 1  | 2  | 4  | 6  | 1  | 3 | 2  | 33  | 12  | 11  | 10  | 47.47 % |
| Águilas Doradas · Colombia        | 1.ª          | 2012         | 24  | 10  | 9  | 5  | 2  | 1  | 0  | 1  | -  | -  | - | -  | 26  | 11  | 9   | 6   | 53.85 % |
| Deportivo Cali · Colombia         | 1.ª          | 2013         | 50  | 20  | 21 | 9  | 14 | 4  | 7  | 3  | -  | -  | - | -  | 64  | 24  | 28  | 12  | 52.08 % |
| Deportivo Cali · Colombia         | 1.ª          | 2014         | 7   | 0   | 2  | 5  | 2  | 1  | 0  | 1  | 1  | 1  | 0 | 0  | 10  | 2   | 2   | 6   | 26.67 % |
| Deportivo Cali · Colombia         | Total        | Total        | 57  | 20  | 23 | 14 | 16 | 5  | 7  | 4  | 1  | 1  | 0 | 0  | 74  | 26  | 30  | 18  | 48.65 % |
| Independiente Medellín · Colombia | 1.ª          | 2015         | 32  | 17  | 7  | 8  | 6  | 3  | 1  | 2  | -  | -  | - | -  | 38  | 20  | 8   | 10  | 59.65 % |
| Independiente Medellín · Colombia | 1.ª          | 2016         | 48  | 23  | 14 | 11 | 10 | 6  | 2  | 2  | 8  | 3  | 2 | 3  | 66  | 32  | 18  | 16  | 57.57 % |
| Independiente Medellín · Colombia | Total        | Total        | 126 | 67  | 32 | 27 | 30 | 14 | 6  | 10 | 14 | 4  | 5 | 5  | 170 | 85  | 43  | 42  | 58.43 % |
| Cerro Porteño Paraguay            | 1.ª          | 2017         | 22  | 14  | 3  | 5  | -  | -  | -  | -  | 4  | 3  | 0 | 1  | 26  | 17  | 3   | 6   | 69.23 % |
| Cerro Porteño Paraguay            | Total        | Total        | 22  | 14  | 3  | 5  | 0  | 0  | 0  | 0  | 4  | 3  | 0 | 1  | 26  | 17  | 3   | 6   | 69.23 % |
| Libertad Paraguay                 | 1.ª          | 2018         | 9   | 5   | 3  | 1  | 2  | 1  | 0  | 1  | -  | -  | - | -  | 11  | 6   | 3   | 2   | 63.64 % |
| Libertad Paraguay                 | 1.ª          | 2019         | 5   | 2   | 0  | 3  | -  | -  | -  | -  | 1  | 1  | 0 | 0  | 6   | 3   | 0   | 3   | 50 %    |
| Libertad Paraguay                 | Total        | Total        | 14  | 7   | 3  | 4  | 2  | 1  | 0  | 1  | 1  | 1  | 0 | 0  | 17  | 9   | 3   | 5   | 58.82 % |
| Águilas Doradas · Colombia        | 1.ª          | 2022         | 46  | 18  | 14 | 14 | 2  | 1  | 0  | 1  | -  | -  | - | -  | 48  | 19  | 14  | 15  | 49.3 %  |
| Águilas Doradas · Colombia        | Total        | Total        | 70  | 28  | 23 | 19 | 4  | 2  | 0  | 2  | 0  | 0  | 0 | 0  | 74  | 30  | 23  | 21  | 50.9 %  |
| Cienciano · Perú                  | 1.ª          | 2023         | 15  | 6   | 3  | 6  | -  | -  | -  | -  | 1  | 0  | 0 | 1  | 16  | 6   | 3   | 7   | 43.75 % |
| Cienciano · Perú                  | Total        | Total        | 15  | 6   | 3  | 6  | 0  | 0  | 0  | 0  | 1  | 0  | 0 | 1  | 16  | 6   | 3   | 7   | 43.75 % |
| Deportivo Pereira · Colombia      | 1.ª          | 2024         | 24  | 11  | 6  | 7  | 5  | 1  | 3  | 1  | -  | -  | - | -  | 29  | 12  | 9   | 8   | 51.72 % |
| Deportivo Pereira · Colombia      | Total        | Total        | 24  | 11  | 6  | 7  | 5  | 1  | 3  | 1  | -  | -  | - | -  | 29  | 12  | 9   | 8   | 51.72 % |
| Emelec · Ecuador                  | 1.ª          | 2024         | 15  | 3   | 3  | 9  | 2  | 0  | 2  | 0  | -  | -  | - | -  | 17  | 3   | 5   | 9   | 27.45 % |
| Emelec · Ecuador                  | Total        | Total        | 15  | 3   | 3  | 9  | 2  | 0  | 2  | 0  | -  | -  | - | -  | 17  | 3   | 5   | 9   | 27.45 % |
| Atlético Bucaramanga · Colombia   | 1.ª          | 2025         | 15  | 8   | 2  | 5  | 3  | 2  | 1  | 0  | 8  | 2  | 3 | 3  | 26  | 12  | 6   | 8   | 53.84 % |
| Atlético Bucaramanga · Colombia   | Total        | Total        | 15  | 8   | 2  | 5  | 3  | 2  | 1  | 0  | 8  | 2  | 3 | 3  | 26  | 12  | 6   | 8   | 53.84 % |
| Total clubes                      | Total clubes | Total clubes | 348 | 161 | 95 | 92 | 62 | 25 | 19 | 18 | 29 | 11 | 8 | 10 | 439 | 197 | 122 | 120 | 54.13 % |
| 1. 2.                             |              |              |     |     |    |    |    |    |    |    |    |    |   |    |     |     |     |     |         |

### Selección
| Colombia absoluta    | 25 de agosto de 2011 | 14 de diciembre de 2011 | 5 | 3 | 1 | 1 | 8 | 4 | (+4) | 66.67% |
| Total en Selecciones | Total en Selecciones | Total en Selecciones    | 5 | 3 | 1 | 1 | 8 | 4 | (+4) | 66.67% |

## Palmarés

### Como futbolista

#### Campeonatos nacionales
| Título           | Club            | País     | Año  |
| ---------------- | --------------- | -------- | ---- |
| Primera División | América de Cali | Colombia | 1992 |

#### Copas internacionales
| Título              | Club              | Sede             | Año  |
| ------------------- | ----------------- | ---------------- | ---- |
| Copa Libertadores   | Atlético Nacional | Bogotá           | 1989 |
| Copa Interamericana | Atlético Nacional | Ciudad de México | 1990 |

#### Distinciones individuales
| Distinción                        | Año  |
| --------------------------------- | ---- |
| Tercer Mejor Jugador de América   | 1990 |
| Parte del Equipo Ideal de América | 1990 |
| Parte del Equipo Ideal de América | 1993 |
| Parte del Equipo Ideal de América | 1995 |

### Como entrenador

#### Campeonatos nacionales
| Título                | Club                   | País     | Año  |
| --------------------- | ---------------------- | -------- | ---- |
| Torneo Finalización   | Independiente Medellín | Colombia | 2009 |
| Superliga de Colombia | Deportivo Cali         | Colombia | 2014 |
| Torneo Apertura       | Independiente Medellín | Colombia | 2016 |
| Torneo Clausura       | Cerro Porteño          | Paraguay | 2017 |